# Lekkoatletyka na Letnich Igrzyskach Olimpijskich 1980 – dziesięciobój mężczyzn
Dziesięciobój mężczyzn podczas XXII Letnich Igrzysk Olimpijskich w Moskwie rozegrano 26 (kwalifikacje) i 27 lipca 1980 na Stadionie Łużniki. Zwycięzcą został reprezentant Wielkiej Brytanii Daley Thompson.

## Rekordy

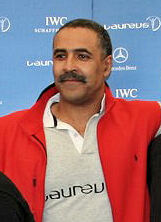
Daley Thompson

|                   | Zawodnik         | Narodowość        | Wynik       | Data                 | Miejsce     |
| ----------------- | ---------------- | ----------------- | ----------- | -------------------- | ----------- |
| Rekord świata     | Guido Kratschmer | RFN               | 8649 (8667) | 15 czerwca 1980(dts) | Filderstadt |
| Rekord olimpijski | Bruce Jenner     | Stany Zjednoczone | 8618 (8634) | 30 lipca 1976(dts)   | Montreal    |

## Wyniki
| Poz. - pozycja |
| – rekord świata \| – rekord krajowy \| – rekord życiowy \| = – wyrównany rekord życiowy \| · – najlepszy wynik w sezonie \| = – wyrównany najlepszy wynik w sezonie \| – rekord olimpijski |
| DNF – nie ukończył \| DNS – nie wystartował \| DSQ – zdyskwalifikowany \| NM – Brak zaliczonej wysokości                                                                                   |

| Poz. | Zawodnik            | Punkty      | 100     | W dal  | Kula    | Wzwyż  | 400     | 110 ppł | Dysk    | Tyczka | Oszczep | 1500   |
| ---- | ------------------- | ----------- | ------- | ------ | ------- | ------ | ------- | ------- | ------- | ------ | ------- | ------ |
| 1    | Daley Thompson      | 8495 (8522) | 10,62 s | 8,00 m | 15,18 m | 2,08 m | 48,01 s | 14,47 s | 42,24 m | 4,70 m | 64,16 m | 4:39,9 |
| 2    | Jurij Kucenko       | 8331 (8369) | 11,19 s | 7,74 m | 14,50 m | 2,08 m | 48,67 s | 15,04 s | 39,86 m | 4,90 m | 68,06 m | 4:22,6 |
| 3    | Siergiej Żełanow    | 8135 (8135) | 11,40 s | 7,60 m | 14,17 m | 2,18 m | 49,27 s | 14,83 s | 42,80 m | 4,60 m | 57,30 m | 4:25,5 |
| 4    | Georg Werthner      | 8050 (8084) | 11,44 s | 7,27 m | 13,45 m | 2,03 m | 49,26 s | 15,08 s | 38,14 m | 4,85 m | 73,66 m | 4:23,4 |
| 5    | Sepp Zeilbauer      | 7997 (7989) | 11,29 s | 7,14 m | 15,31 m | 2,03 m | 50,91 s | 14,80 s | 44,00 m | 4,50 m | 64,86 m | 4:30,6 |
| 6    | Dariusz Ludwig      | 7978 (7972) | 11,15 s | 7,51 m | 13,32 m | 2,08 m | 50,55 s | 15,38 s | 45,82 m | 4,80 m | 53,38 m | 4:29,7 |
| 7    | Atanas Andonow      | 7927 (7887) | 11,38 s | 6,86 m | 15,59 m | 2,00 m | 50,36 s | 14,83 s | 47,62 m | 4,70 m | 53,54 m | 4:29,2 |
| 8    | Steffen Grummt      | 7892 (7840) | 11,35 s | 6,86 m | 16,15 m | 1,94 m | 49,39 s | 14,82 s | 48,56 m | 4,30 m | 55,24 m | 4:30,2 |
| 9    | Esa Jokinen         | 7826 (7793) | 11,40 s | 7,27 m | 14,12 m | 2,06 m | 49,06 s | 15,62 s | 40,48 m | 4,20 m | 67,38 m | 4:34,4 |
| 10.  | Janusz Szczerkowski | 7822 (7794) | 11,22 s | 7,38 m | 14,06 m | 2,00 m | 49,64 s | 14,57 s | 44,74 m | 4,90 m | 45,22 m | 4:44,9 |
| 11.  | Johannes Lahti      | 7765 (7725) | 11,32 s | 7,20 m | 14,28 m | 2,03 m | 50,06 s | 15,14 s | 42,44 m | 4,60 m | 56,94 m | 4:44,0 |
| 12.  | Stephan Niklaus     | 7762 (7721) | 11,17 s | 6,93 m | 14,29 m | 1,97 m | 49,74 s | 14,96 s | 42,18 m | 4,30 m | 66,54 m | 4:44,9 |
| 13.  | Peter Hadfield      | 7709 (7658) | 11,04 s | 7,36 m | 13,14 m | 1,85 m | 48,40 s | 15,18 s | 45,08 m | 4,40 m | 56,12 m | 4:44,7 |
| 14.  | Razwigor Jankow     | 7624 (7572) | 11,26 s | 6,61 m | 16,28 m | 1,85 m | 50,37 s | 15,69 s | 48,02 m | 4,60 m | 58,12 m | 4:51,2 |
| 15.  | Bradley McStravick  | 7616 (7537) | 10,97 s | 6,74 m | 13,53 m | 1,91 m | 48,80 s | 15,23 s | 39,46 m | 4,30 m | 57,98 m | 4:31,0 |
| 16.  | Columba Blango      | 5080 (5214) | 11,40 s | 6,40 m | 10,00 m | 1,85 m | 53,48 s | 15,45 s | 23,08 m | NM     | 36,20 m | 5:22,9 |
| –    | Miro Ronac          | DNF         | 11,88 s | 6,72 m | 12,60 m | 1,91 m | 52,45 s | 17,19 s | 46,42 m | 4,40 m | 56,34 m | –      |
| –    | Valeriu Caceanov    | DNF         | 11,22 s | 7,65 m | 14,70 m | 2,08 m | 48,67 s | 14,40 s | 46,02 m | –      | –       | –      |
| –    | Sandro Brogini      | DNF         | 11,41 s | 7,33 m | 13,02 m | 2,06 m | 50,97 s | 15,21 s | 39,54 m | –      | –       | –      |
| –    | Rainer Pottel       | DNF         | 11,16 s | NM     | 14,32 m | –      | –       | –       | –       | –      | –       | –      |
| –    | Siegfried Stark     | DNF         | 11,27 s | 7,00 m | –       | –      | –       | –       | –       | –      | –       | –      |